# رامش
رامش (بالفارسية: رامش) (13 نوفمبر 1950 في طهران، المملكة الإيرانية - )؛ مغنية إيرانية، اشتهرت في زمن المملكة الإيرانية في ظل الأسرة البهلوية قبل قيام نظام الجمهورية الإسلامية في العام 1979.

## وصلات خارجية
- رامش على موقع ميوزك برينز (الإنجليزية)
- رامش على موقع ديسكوغز (الإنجليزية)